# Liste der österreichischen Botschafter in Osttimor

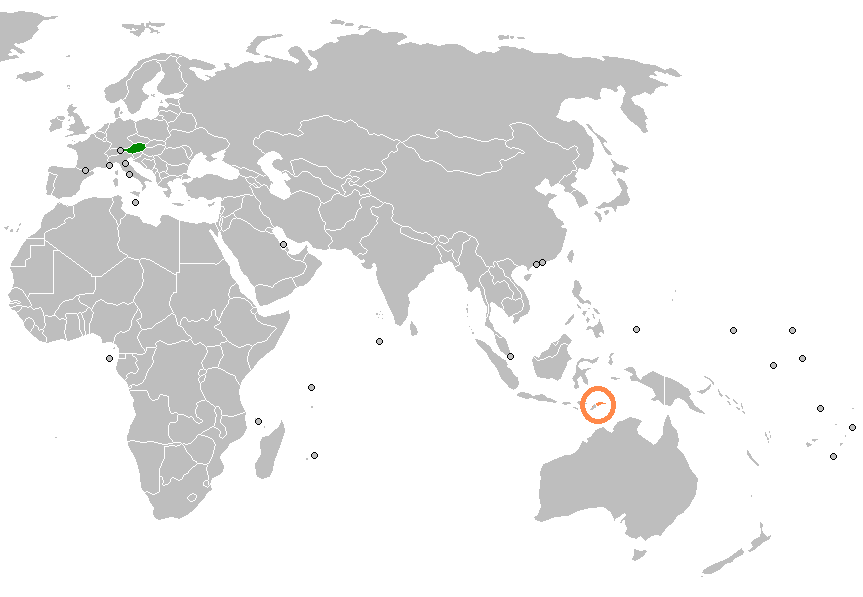
Österreich (grün) und Osttimor (orange)

Osttimor (offiziell Timor-Leste) erklärte am 20. Mai 2002 seine Unabhängigkeit nach drei Jahren Verwaltung durch die Vereinten Nationen. Der österreichische Botschafter in Indonesien mit Sitz in Jakarta vertritt die Alpenrepublik in dem südostasiatischen Staat.

## Liste

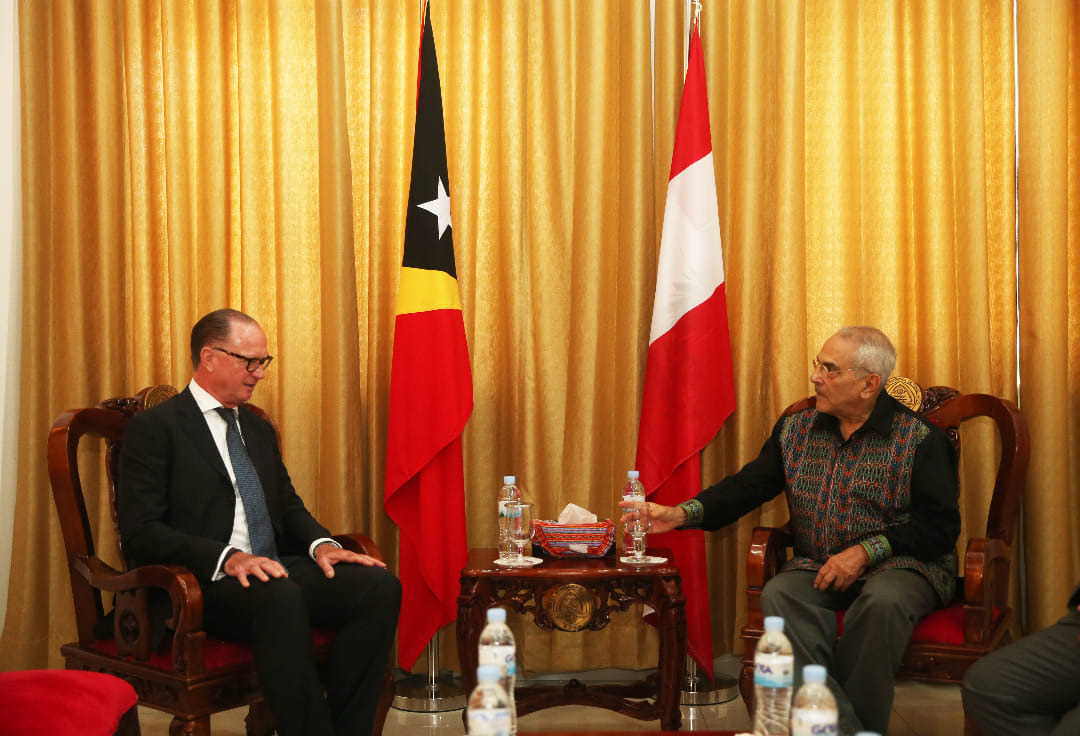
Thomas Loidl und José Ramos-Horta (2022)

| Name               | Amtszeit                                 |
| ------------------ | ---------------------------------------- |
| Bernhard Zimburg   | 2002 (?) – 2007                          |
| Klaus Wölfer       | 2007–2012                                |
| Andreas Karabaczek | 2012–2016                                |
| Helene Steinhäusl  | 2016–2020                                |
| Johannes Peterlik  | 2020–2021                                |
| Thomas Loidl       | 2021 vorgeschlagen, Akkreditierung: 2022 |